# Alexia Schøien
Pour les articles homonymes, voir Bryn.
Alexia Marie Schøien ou Alexia Bryn, née le 24 mars 1889 à Oslo et morte le 19 juillet 1983 dans la même ville, est une patineuse artistique norvégienne.

## Biographie

### Carrière sportive
Elle se marie en 1912 avec Yngvar Bryn avec lequel elle dispute des compétitions de patinage artistique. Le duo remporte une médaille d'argent aux Jeux olympiques de 1920 à Anvers et obtient deux médailles aux Championnats du monde de patinage artistique (une en argent en 1923 et une en bronze en 1912). Le couple est aussi sacré à 11 reprises champion de Norvège de patinage artistique, de 1908 à 1913 et de 1919 à 1922.
Après son mariage, elle porte le nom de son époux : Alexia Bryn.

## Palmarès
| Compétition | 1908 | 1909 | 1910 | 1911 | 1912 | 1913 | 1914 | 1915 | 1916 | 1917 | 1918 | 1919 | 1920 | 1921 | 1922 | 1923 |
| Jeux olympiques d'hiver |      |      |      |      | X    |      |      |      | JA   |      |      |      | 2e   |      |      |      |
| Championnats du monde |      | 5e   |      |      | 3e   | 4e   | 5e   | CA   | CA   | CA   | CA   | CA   | CA   | CA   | 5e   | 2e   |
| Championnats de Norvège | 1re  | 1re  | 1re  | 1re  | 1re  | 1re  | F    | F    | F    | F    | F    | 1re  | 1re  | 1re  | 1re  | F    |
| Légende : F = Forfait ; X = Pas de patinage artistique aux Jeux olympiques d'été de 1912 ; JA = Jeux olympiques d'été annulés ; CA = Championnats annulés |      |      |      |      |      |      |      |      |      |      |      |      |      |      |      |      |